# Eotetranychus rohilae
Eotetranychus rohilae är en spindeldjursart som beskrevs av Nassar och Ghai 1981. Eotetranychus rohilae ingår i släktet Eotetranychus och familjen Tetranychidae. Inga underarter finns listade i Catalogue of Life.